# Panamax

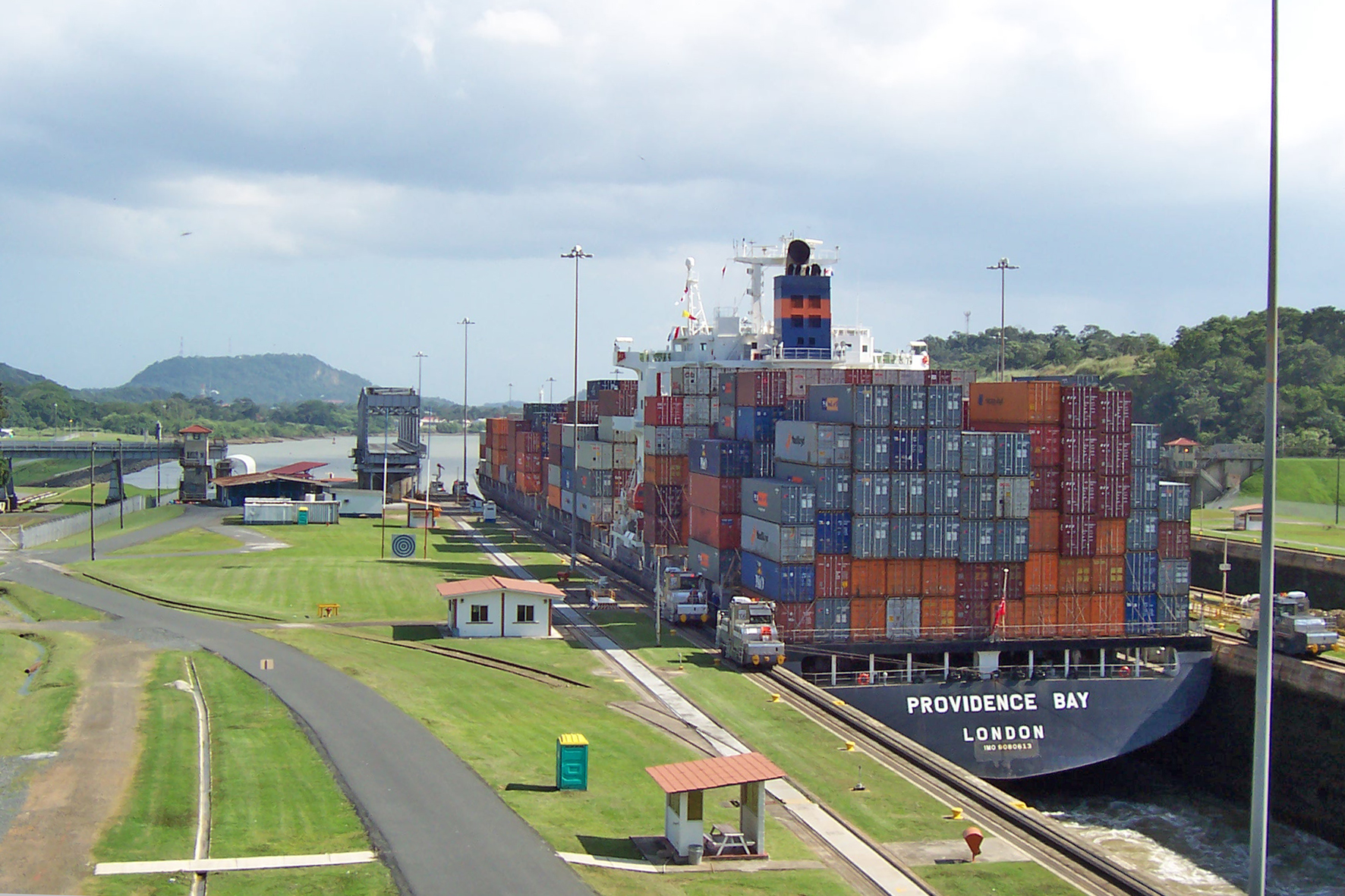
Ein Schiff der Bay-Klasse verlässt die Miraflores-Schleuse im Panamakanal (2007)

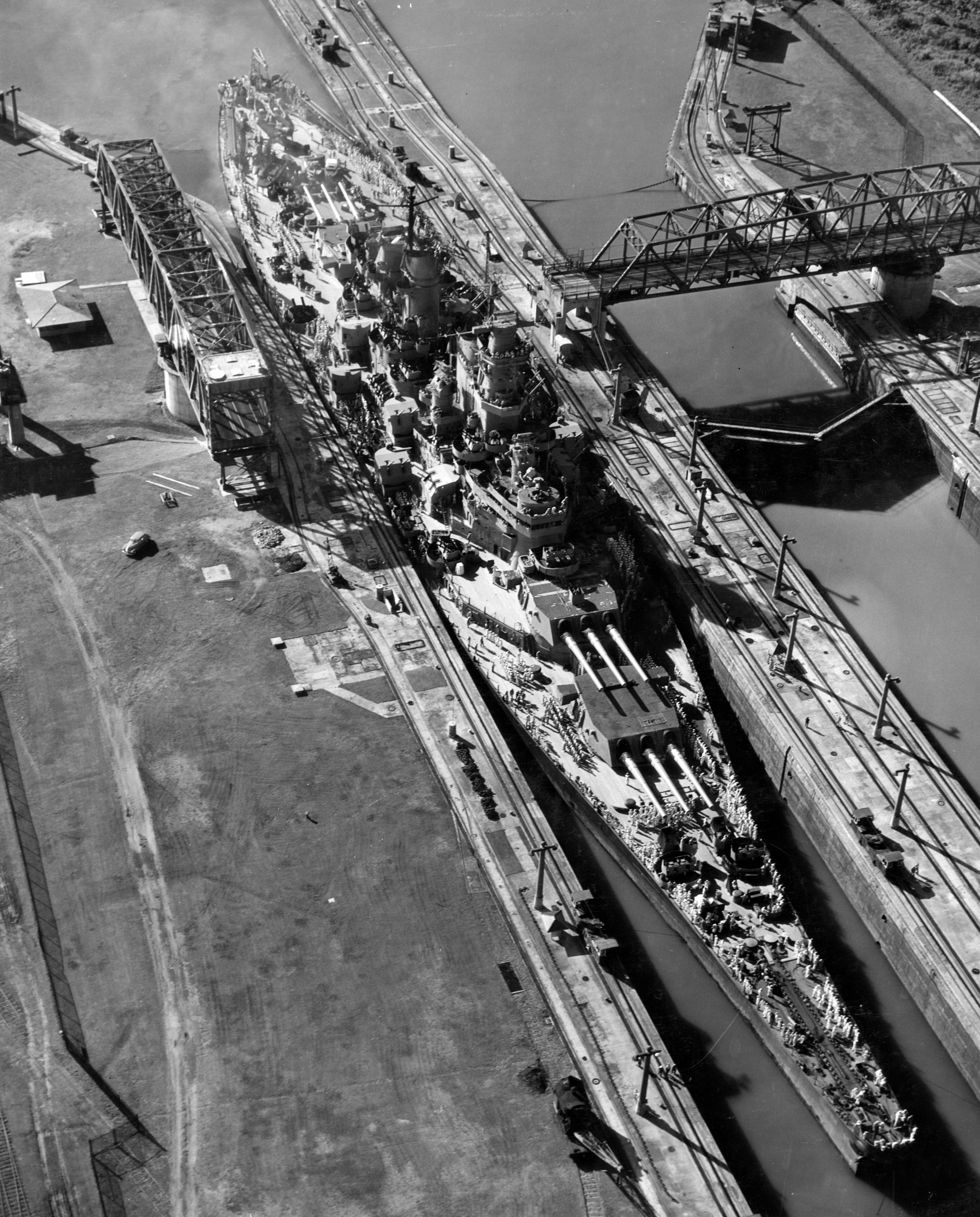
Die Missouri der Iowa-Klasse im Panamakanal (1945)

Panamax (gebräuchlich ist auch die Bezeichnung PanMax) ist ein Begriff aus der Schifffahrt und bezeichnet Schiffe, insbesondere Containerschiffe, zunehmend aber auch Passagierschiffe, die anhand ihrer Abmessung gerade noch durch die bis zur Erweiterung 2016 vorhandenen kleineren zwei Schleusen des Panamakanals passen.
Schiffe der Neopanamax-Klasse sind größer und können nur die neue Schleusenroute passieren.

## Panamax
Ein Panamax-Schiff ist nach den Regeln der Panamakanal-Behörde maximal 294,3 m (965 ft) lang und 32,3 m (106 ft) breit bei einem Tiefgang von 12,04 m (39,5 ft) TFW (Tropical freshwater) (in tropischem Süßwasser) und erfüllt eine Reihe weiterer technischer Details. Das Schiff hat dann im Gatúnsee 1,5 m Wasser unter dem Kiel und über der Schleusenschwelle mindestens 0,6 m Wasser. In den Schleusen blieben vor der Erweiterung des Panamakanals auf beiden Seiten nur 61 cm zwischen dem Schiff und der Schleusenwand. Diese Maße waren sehr eng bemessen und ließen kaum Spielraum für Fehler bei der Steuerung.
Ein weiteres Problem von Panamaxschiffen ist, dass sie in der Regel nicht bis zu ihrer maximalen Zuladung beladen werden durften, wenn sie den Kanal passieren wollten, da sonst der Tiefgang zu groß gewesen wäre.
Beim Abstimmen des Tiefgangs ist zu beachten, dass die obere Haltung des Kanals, der Gatúnsee, aus Süßwasser besteht und dort der Auftrieb einige Prozent geringer als im Seewasser ist.
Nach heutigen Maßstäben sind solche Schiffe lediglich mittelgroß. Viele moderne Containerschiffe sind im Sinne besserer Kosteneffizienz so groß wie möglich. Schiffe, die die Panamax-Beschränkungen überschreiten, werden als Postpanamax- oder Overpanamax-Schiffe bezeichnet. Schiffe, die zu groß für die Passage des Sueskanals sind, werden analog unter dem Begriff Capesize zusammengefasst, weil sie gegebenenfalls um das südafrikanische Kap der Guten Hoffnung/Kap Agulhas fahren müssen.

## Neopanamax
Seit der Erweiterung des Panamakanals zum 26. Juni 2016 kann ein Großteil der Postpanamax-Schiffe den Panamakanal passieren. Die neuen Schleusen sind 427 m lang, 55 m breit und 18,3 m tief. Die größten erlaubten Schiffsabmessungen betragen nun 366 Meter Länge, 49 Meter Breite und 15,2 Meter Tiefgang. Schiffe dieses Typs werden als Neopanamax, Panamax II, oder New Panamax bezeichnet.
Für Schiffe, die auch nach der Erweiterung den Panamakanal nicht befahren können, wird gelegentlich die Bezeichnung Hyperpanamax verwendet.

## Verbreiterung von Panamax-Containerschiffen
Durch die Verbreiterung des Panamakanals ergab sich die Möglichkeit, einige der schmalen Panamax-Containerschiffe zu verbreitern. Sie erhielten dadurch eine wesentlich größere Ladekapazität (z. B. 6300 TEU anstatt 5000 TEU) und sind (bei slow steaming) wirtschaftlicher als vorher zu betreiben.